# 134050 Rebeccaghent
134050 Rebeccaghent este o planetă minoră (asteroid), cu un diametru de 5,743 km, din centura de asteroizi. A fost descoperită pe 9 decembrie 2004 la Catalina Station⁠(d) de Catalina Sky Survey. 
Obiectul prezintă o orbită caracterizată de o semiaxă mare de 2,9748809050045 UAi, o excentricitate de 0,03, o înclinație de 4,6 ° în raport cu ecliptica.